# Stolin rajon
Stolin rajon (belarusiska: Столінскі раён: Stolinski rajon, ryska: Столинский район: Stolinskij rajon) är ett distrikt i Belarus. Det ligger i Brests voblast, i den centrala delen av landet, 210 km söder om huvudstaden Minsk. Huvudort är staden Stolin.